# Вонг, Сэмюэл
Сэмюэл Вонг (англ. Samuel Wong, кит. 黃大德; род. 12 апреля 1962, Гонконг) — канадский дирижёр гонконгского происхождения.
Окончил Гарвардский университет как врач-офтальмолог (1984), затем Торонтскую консерваторию как дирижёр (1988). С 1988 года работал с Нью-Йоркским молодёжным филармоническим оркестром, дебютировал за пультом Нью-Йоркского филармонического оркестра в 1990 году, заменив умершего Леонарда Бернстайна. С 1992 г. руководил оркестром в Энн-Арборе. В 1996 г. возглавил Симфонический оркестр Гонолулу, переживавший нелёгкие времена, с намерением освежить его работу и сделать классическую музыку популярной, и стоял во главе коллектива до 2004 года; одновременно в 2000—2003 гг. был художественным руководителем Гонконгского филармонического оркестра. Выступал с различными оркестрами по всему миру (в частности, в 1997 году дирижировал оперой Джузеппе Верди «Риголетто» в Пекине). Записал «Военный реквием» Бенджамина Бриттена (1997), оперу Ферруччо Бузони «Турандот» (2002), симфоническую поэму Брайта Шенга «Китайские сны» (2003).
Одновременно с музыкальной карьерой не оставляет офтальмологической практики, руководит клиникой в Нью-Йорке. Выступает с лекциями по музыкотерапии.